# Labatut
Labatut (gaskonsko L'Abatut) je naselje in občina v francoskem departmaju Landes regije Akvitanije. Naselje je leta 2009 imelo 1.401 prebivalca.

## Geografija
Kraj leži v pokrajini Gaskonji 21 km jugovzhodno od Daxa.

## Uprava
Občina Labatut skupaj s sosednjimi občinami Cagnotte, Estibeaux, Gaas, Habas, Mimbaste, Misson, Mouscardès, Ossages, Pouillon in Tilh sestavlja kanton Pouillon s sedežem v Pouillonu. Kanton je sestavni del okrožja Dax.

## Zanimivosti
- cerkev sv. Romana;